# Day-O (The Banana Boat Song)

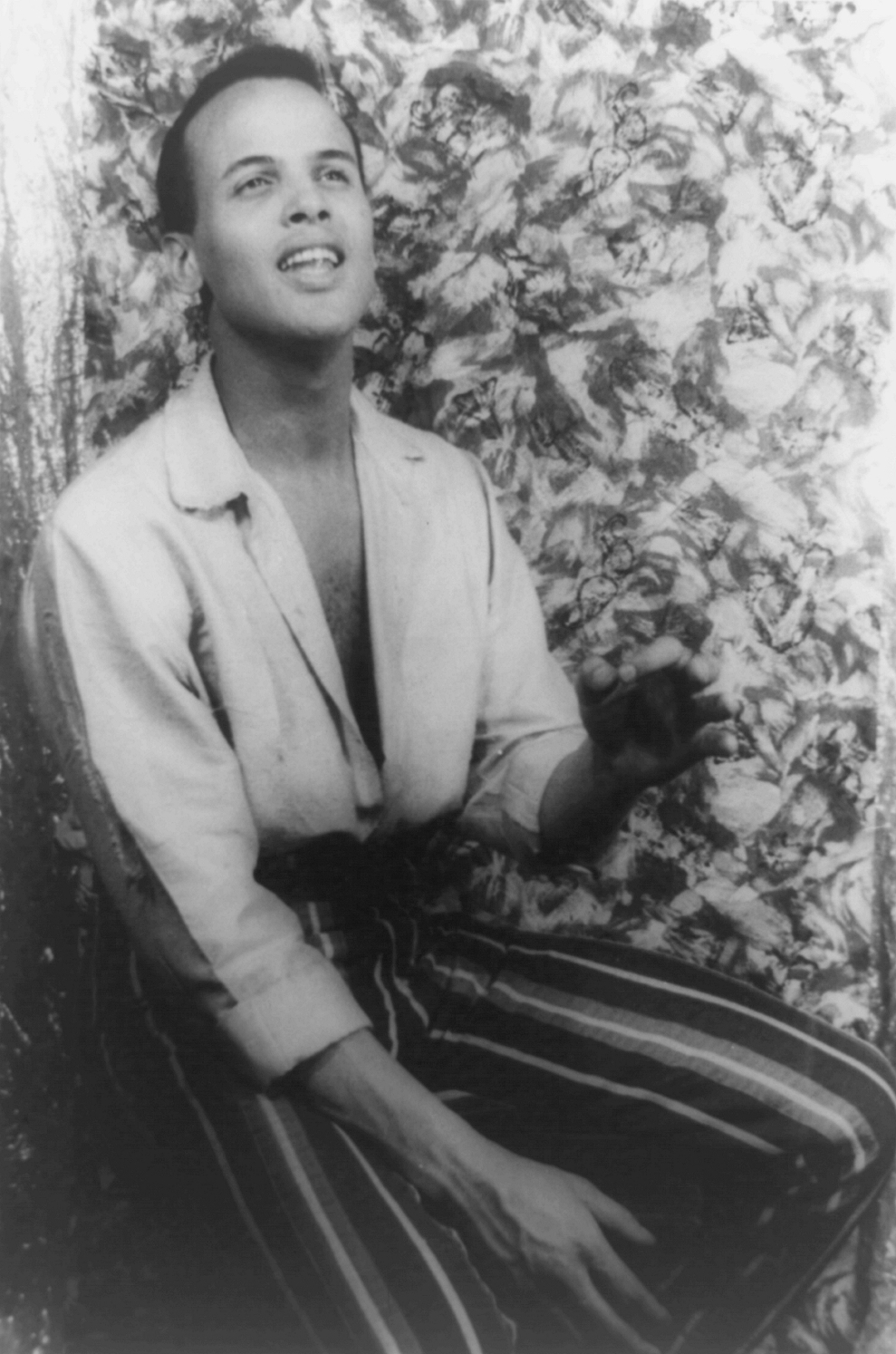
Harry Belafonte en 1954.

«Banana Boat Song» es un mento tradicional jamaicano. Fue popularizado por Harry Belafonte en 1956. La canción cuenta que unos trabajadores, después de haber cargado un barco de plátanos durante la noche, esperan el pago para regresar a sus hogares.

## Orígenes
La canción se originó como una canción popular jamaiquina de un compositor desconocido, y de la que se sabe relativamente poco. Lo que está demostrado es que surgió con el desarrollo de la actividad bananera en la isla.
Se ha pensado que los bananeros jamaiquinos la cantaban, con una melodía y un estribillo repetidos (llamada y respuesta); para cada letra del conjunto, los trabajadores debían responder. 
Hubo numerosas versiones de letras, algunas probablemente improvisadas en el lugar por los cantantes. La canción probablemente fue creada alrededor de la segunda mitad del siglo XIX o la primera mitad del siglo XX, donde hubo un aumento del comercio de banano en Jamaica.
La canción fue grabada por primera vez por el trinitario y cantante Edric Connor y su banda "Edric Connor and the Caribbeans" en el álbum de 1952 Songs From Jamaica; la canción se llamaba "Day Dah Light". Belafonte basó su versión en Connor de 1952 y Louise Bennett en 1954. 
En 1955, los cantantes / compositores estadounidenses Lord Burgess y William Attaway escribieron una versión de la letra de Colgate Comedy Hour, en la que la canción fue interpretada por Harry Belafonte.  Belafonte grabó la canción para RCA Victor y esta es la versión más conocida por los oyentes de la actualidad, ya que alcanzó el número cinco en las listas Billboard en 1957 y más tarde se convirtió en la canción más emblemática de Belafonte. La segunda cara del álbum Calypso de 1956 de Belafonte se abre con "Star O", una canción que se refiere al final del turno de día cuando se ve la primera estrella en el cielo. Durante la grabación, cuando se le preguntó por su título, Harry deletrea, "Day Done Light".
También en 1956, el cantante folk Bob Gibson, que había viajado a Jamaica y había escuchado la canción, enseñó su versión a la banda folk The Tarriers. Grabaron una versión de esa canción que incorporó el coro de "Hill and Gully Rider", otra canción popular de Jamaica. Este lanzamiento se convirtió en su mayor éxito, alcanzando el número cuatro en las listas de popularidad, donde superó a la versión de Belafonte. La versión de Tarriers fue grabada por Shirley Bassey en 1957 y se convirtió en un éxito en el Reino Unido. Los Tarriers, o algún subconjunto de los tres miembros del grupo (Erik Darling, Bob Carey y Alan Arkin, más tarde conocido como un actor) a veces son acreditados como los escritores de la canción; su versión combina elementos de otra canción y, por lo tanto, fue creada nuevamente.
Otros intérpretes de la canción son Michael Jackson, Shirley Bassey, Mina, Taj Mahal, The Kinks, Nuestro Pequeño Mundo y Manu Chao. En México fue popularizada en los años 60 por Johnny Laboriel y Los Rebeldes del Rock como «Bote de bananas».

## En la cultura popular
Fue utilizado por Tim Burton en la banda sonora de su película Beetlejuice y también para la promoción del canal chileno Mega.
En el documental que narra como se hizo «We Are the World», el tema es interpretado frente al propio Harry Belafonte por decenas de famosos cantantes norteamericanos, entre ellos Michael Jackson, Lionel Richie, Kenny Rogers, Dan Aykroyd, Diana Ross, Ray Charles, Stevie Wonder y John Oates.
En Argentina fue utilizada como música del spot publicitario de la golosina Bananita Dolca, aunque su letra fue alterada para coincidir con la descripción del producto.